# Acanthochondria dojirii
Acanthochondria dojirii är en kräftdjursart som beskrevs av Zbigniew Kabata 1984. Acanthochondria dojirii ingår i släktet Acanthochondria och familjen Chondracanthidae. Inga underarter finns listade i Catalogue of Life.